# Psammopsyllus arenarius
Psammopsyllus arenarius är en kräftdjursart som beskrevs av Enckell 1965. Psammopsyllus arenarius ingår i släktet Psammopsyllus och familjen Cylindropsyllidae. Inga underarter finns listade i Catalogue of Life.